# Булгаков Олексій Володимирович
Олексій Володимирович Булгаков (нар. 8 вересня 1977, Маріуполь, Донецька область, УРСР) — український футболіст, захисник та півзахисник. Виступав у Вищій лізі України у складі донецького та маріупольського «Металурга».

## Кар'єра гравця
Вихованець донецького УОР. Дорослу футбольну кар'єру розпочав 1994 року в аматорському колективі «Гарант» (Донецьк), за який провів 4-и поєдинки. Під час зимової перерви сезону 1994/95 років приєднався до складу «Шахтаря-2». Дебютував у професіональному футболі 1 квітня 1995 року в переможному (3:1) домашньому поєдинку 23-о туру Другої ліги проти очаківської «Артанії». Олексій вийшов на поле в стартовому складі, а на 50-й хвилині його замінив Валентин Бондар. За два сезони, проведені в другій команді «Шахтаря», у Другій лізі зіграв 23 матч. 
У сезоні 1996/97 років приєднався до макіївського «Шахтаря». Дебютував у новій команді 4 серпня 1996 року в програному (1:2) поєдинку 1-о туру Першої ліги проти маріупольського «Металурга». Булгаков вийшов на поле на 73-й хвилині, замінивши Анатолія Білея. У футболці «гірників» провів 22 поєдинки. Того ж сезону виступав за аматорський колектив «Сілур-Трубник» (8 поєдинків).
У 1997 році перейшов до «Металурга». Спочатку виступав за другу команду «Металурга», у футболці якої дебютував 31 липня 1997 року в переможному (3:2) виїзному поєдинку 1-о туру групи В Другої ліги проти полтавської «Ворскли-2». Олексій вийшов на поле в стартовому складі та відіграв увесь матч, а на 19-й хвилині отримав жовту картку. Дебютував у першій команді «металургів» 17 жовтня 1997 року в програному (0:2) виїзному поєдинку 15-о туру Вищої ліги проти донецького «Шахтаря». Олексій вийшов на поле на 75-й хвилині, замінивши Віталія Мінтенка. Першим голом у професіональному футболі відзначився 1 листопада 1997 року на 84-й хвилині переможного (2:1) домашнього поєдинку 1/16 фіналу кубку України проти луцької «Волині». Булгаков вийшов на поле на 46-й хвилині, замінивши Вадима Солодкого. Дебютним голом у Вищій лізі відзначився 7 липня 1998 року на 62-й хвилині переможного (2:0) домашнього поєдинку 1-о туру проти дніпропетровського «Дніпра». Олексій вийшов на поле в стартовому складі та відіграв увесь матч. У структурі донецького «Металурга» перебував три з половиною сезони, проте за виключенням сезону 1998/99 років, був гравцем ротації. Загалом же за «Металург» у Вищій лізі провів 45 матчів та відзначився 4-а голами, ще 5 матчів (2 голи) зіграв у кубку України. У сезоні 1997/98 років за «Металург-2» у Другій лізі провів 15 матчів (1 гол). У сезонах 1999/00 та 2000/01 років виступав в оренді за «Машинобудівник» (Дружківка), у футболці якого в Другій лізі зіграв 18 матчів (2 голи), а в кубку України — 1 матч.
Під час зимової паузи сезону 2000/01 років перебрався до маріупольського «Металурга». Проте дебютував спочатку в другій команді «азовців», 31 березня 2001 року в переможному (3:0) домашньому поєдинку 17-о туру групи В Другої ліги проти охтирського «Нафтовика». Булгаков вийшов на поле в стартовому складі, вже на 4-й хвилині отримав жовту картку, а на 75-й хвилині його замінив Олександр Мазуренко. У першій команді «Металурга» дебютував 1 квітня 2001 року в переможному (2:0) домашньому поєдинку 16-о туру Вищої ліги проти сімферопольської «Таврії». Олексій вийшов на поле на 76-й хвилині, замінивши Сергія Гончаренка. Єдиним голом у футболці головної команди маріупольців відзначився 29 вересня 2001 року на 64-й хвилині переможного (4:2) домашнього поєдинку 12-о туру Вищої ліги проти донецького «Металурга». Булгаков вийшов на поле в стартовому складі та відіграв увесь м'яч, а на 5-й хвилині отримав жовту картку. У футболці «Металурга» зіграв 16 матчів (1 гол) у Вищій лізі та 2 поєдинки у кубку України. У складі «Іллічівця-2» у Другій лізі провів 48 матчів, в яких відзначився 1 голом. Під час зимової перерв сезону 2003/04 років вирішив завершити кар'єру професіонального футболіста.
Виступав на аматорському рівні за «Агро Осипенко» та маріупольський «Судноремонтник».  

## Кар'єра тренера
По завершенні кар'єри гравця працював тренером у молодіжній академії «Маріуполя»